# Южна корона
Южна корона е бледо южно съзвездие, едно от 48-те съзвездия, описани от Птолемей в древността, и едно от 88-те съвременни съзвездия, използвани от Международния астрономически съюз.
В съзвездието няма звезди, по-ярки от четвърта звездна величина.